# 14-m-Typ
Der 14-m-Typ war eine Serie von Arbeitsschiffen der Wasserstraßen- und Schifffahrtsverwaltung des Bundes. Er wurde in den 1950er-Jahren in großer Stückzahl gebaut und ab 1994 durch Neubauten der Spatz-Klasse ersetzt.

## Beschreibung

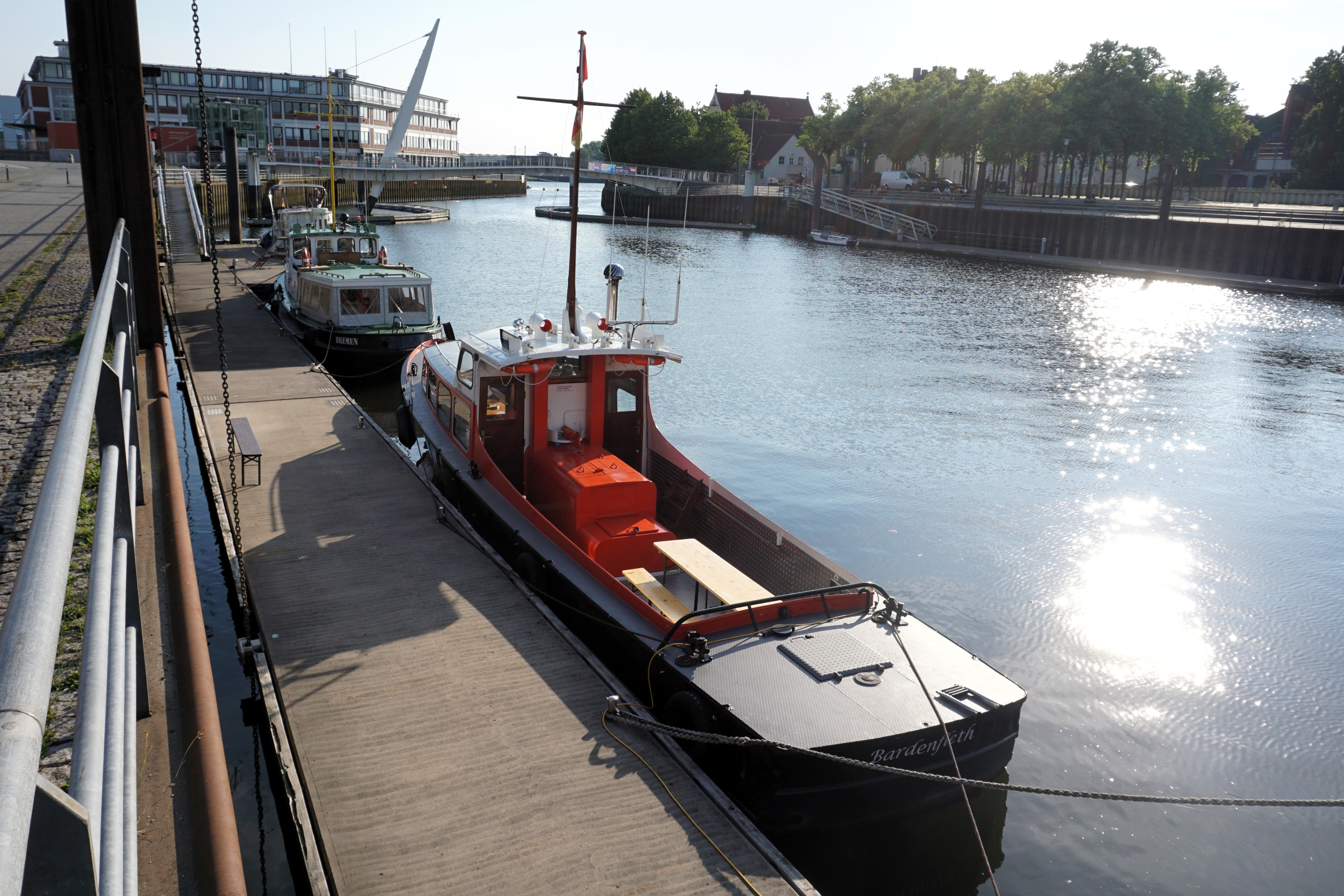
Blick auf die Plicht mit der Motorverkleidung hinter dem Steuerstand

Der 14-m-Typ wurde überwiegend für den Einsatz als Schlepper und zusätzlich für den Streckenaufsichtsdienst als Bereisungsschiff auf flachen und schnell fließenden Gewässern entworfen. Gebaut wurde er aus Stahl mit einer Vorderkajüte, einem erhöhten geschlossenen Steuerstand und anschließender offener Plicht.
Die Schiffe haben einen dieselmechanischen Antrieb. Der Motor ist in der Plicht unter einer schallisolierten Verkleidung eingebaut. Als Neubauten erhielten die Schiffe einen Schiffsdieselmotor mit 100 PS, der eine Geschwindigkeit von 18 km/h und einen Pfahlzug von mindestens 0,6 tbp ermöglichte. Später wurden die Motoren durch modernere und stärkere Modelle ersetzt.

## Verbleib
Diverse Schiffe wurden über die Vebeg verkauft und sind heute noch in Fahrt. Einige Beispiele:
- Die Alte Leine (Bild in der Infobox) bei der Betriebssportgemeinschaft Neptun des ehemaligen WSA Braunschweig.
- Die Haren als Exponat beim Schifffahrtsmuseum in Haren (Ems).
- Die Nordstern als Schlepper der Voß-Werft.